# KM馬爾他航空
KM馬爾他航空（英語：KM Malta Airlines）是馬爾他的國家航空公司，總部位於盧加，於2024年3月31日取代了其前身馬爾他航空。

## 外部連結
- KM馬爾他航空網站